# Aufenthaltsstatus (Österreich)
Der Aufenthaltsstatus stellt die Berechtigung einer ausländischen Person dar, sich im Inland aufzuhalten. Er kann sehr unterschiedlich ausgestaltet sein und wird in der Regel durch den gesetzlich geregelten Erwerb eines Aufenthaltstitels begründet. Der Aufenthaltsstatus ist dafür ausschlaggebend, wie lange ein ausländischer Besucher oder Zuwanderer legal im Land bleiben kann und welchen Beschränkungen oder Auflagen er gegebenenfalls unterliegt. Bei Verstößen gegen die Gesetze des Gastlandes können ausländische Staatsbürger unter Umständen ausgewiesen werden und verlieren damit ihren Aufenthaltsstatus. Ausländer, die sich ohne entsprechenden Status unerlaubt im Lande aufhalten, machen sich in vielen Ländern strafbar und können gegebenenfalls abgeschoben werden. Bei längerfristigem unerlaubten Aufenthalt spricht man von illegaler Zuwanderung.

## Rechtsgrundlage

Österreichische „Rot-Weiß-Rot-Karte“

Österreichische Aufenthaltsbewilligung für Familienangehörige

Der Aufenthaltsstatus von Fremden wird im Niederlassungs- und Aufenthaltsgesetz (NAG) geregelt.
Auszug aus dem NAG;
(1) Dieses Bundesgesetz regelt die Erteilung, Versagung und Entziehung von Aufenthaltstiteln von Fremden, die sich länger als sechs Monate im Bundesgebiet aufhalten oder aufhalten wollen, sowie die Dokumentation des gemeinschaftsrechtlichen Aufenthaltsrechts.
(2) Dieses Bundesgesetz gilt nicht für Fremde, die
1. nach dem Asylgesetz 2005 (AsylG 2005), BGBl. I Nr. 100, oder nach vorigen asylgesetzlichen Bestimmungen zum Aufenthalt berechtigt sind oder faktischen Abschiebeschutz genießen oder sich nach Stellung eines Folgeantrages (§ 2 Abs. 1 Z 23 AsylG 2005) im Zulassungsverfahren (§ 28 AsylG 2005) befinden, soweit dieses Bundesgesetz nicht anderes bestimmt;
2. nach § 95 des Fremdenpolizeigesetz 2005 (FPG), BGBl. I Nr. 100, über einen Lichtbildausweis für Träger von Privilegien und Immunitäten verfügen oder
3. nach § 24 FPG zur Ausübung einer bloß vorübergehenden Erwerbstätigkeit berechtigt sind.

## Aufenthaltstitel
Das Niederlassungs- und Aufenthaltsgesetz unterscheidet vier Aufenthaltstitel, nämlich
- Aufenthaltsbewilligung
- Niederlassungsbewilligung
- Familienangehöriger
- Daueraufenthalt

Alle Aufenthaltstitel werden in Form einer Scheckkarte ausgestellt.
Erstanträge auf Erteilung eines Aufenthaltstitels sind grundsätzlich vor der Einreise nach Österreich vom Ausland aus persönlich einzubringen. Im Antrag ist der Grund des Aufenthaltes bekanntzugeben und genau zu bezeichnen.
Nicht zulässig sind Anträge, aus denen sich verschiedene Aufenthaltszwecke ergeben, das gleichzeitige Stellen mehrerer Anträge und weiterer Anträge.
Das Vorliegen der erforderlichen Berechtigungen ist nachzuweisen.

### Spezielle Fälle
In Österreich wird der Begriff des Aufenthaltstitels nicht legaldefiniert. Aus der Aufzählung der möglichen Aufenthaltstitel in § 8 NAG ergibt sich jedoch, dass Aufenthaltstitel nur solche Dokumente sind, die an Drittstaatsangehörige erteilt werden. Aufenthaltsdokumente für EWR-Bürger und ihre Familienangehörigen fallen unter die Dokumentation des unionsrechtlichen Aufenthaltsrechts (§ 9 NAG).
Aufenthaltstitel werden erteilt als:
- Rot-Weiß-Rot-Karte, die zur befristeten Niederlassung und zur Ausübung einer Erwerbstätigkeit, für die eine schriftliche Mitteilung oder ein Gutachten gemäß § 12d oder § 24 Ausländerbeschäftigungsgesetz erstellt wurde, berechtigt (§ 41 NAG),
- Rot-Weiß-Rot-Karte plus, die zur befristeten Niederlassung und zur Ausübung einer selbstständigen Erwerbstätigkeit und einer unselbstständigen Erwerbstätigkeit gemäß § 17 Ausländerbeschäftigungsgesetz berechtigt (§ 41a NAG),
- Blaue Karte EU, die zur befristeten Niederlassung und zur Ausübung einer Erwerbstätigkeit, für die eine schriftliche Mitteilung gemäß § 12d§ Abs. 2 Nr. 4 Ausländerbeschäftigungsgesetz erstellt wurde, berechtigt (§ 42 NAG),
- Niederlassungsbewilligung, die zur befristeten Niederlassung und zur Ausübung einer selbstständigen und einer unselbstständigen Erwerbstätigkeit, für die eine entsprechende Berechtigung nach dem Ausländerbeschäftigungsgesetz gilt, berechtigt (§ 43 NAG),
- Niederlassungsbewilligung – ausgenommen Erwerbstätigkeit, die zur befristeten Niederlassung ohne Ausübung einer Erwerbstätigkeit berechtigt (§ 44 NAG),
- Niederlassungsbewilligung – Angehöriger, die zur befristeten Niederlassung ohne Ausübung einer Erwerbstätigkeit berechtigt; die Ausübung einer Erwerbstätigkeit ist nur auf Grund einer nachträglichen quotenpflichtigen Zweckänderung erlaubt (§ 47 NAG),
- Daueraufenthalt – EU[3] für die Dokumentation des unbefristeten Niederlassungsrechts, unbeschadet der Gültigkeitsdauer des Dokuments (§ 45 NAG),
- Aufenthaltsbewilligung für einen vorübergehenden befristeten Aufenthalt im Bundesgebiet zu folgenden Aufenthaltszwecken (wird im Aufenthaltstitel angegeben) ausgegeben wird (siehe § 2 Abs. 2 NAG-DV)
  - Rotationsarbeitskraft (§ 58 NAG),
  - Betriebsentsandter (§ 59 NAG),
  - Selbständiger (§ 60 NAG),
  - Künstler (§ 61 NAG),
  - Sonderfälle unselbständiger Erwerbstätigkeit (§ 62 NAG),
  - Schüler (§ 63 NAG),
  - Studierender (§ 64 NAG),
  - Sozialdienstleistender (§ 66 NAG),
  - Forscher (§ 67 NAG),
  - Familiengemeinschaft (§ 69 NAG),
  - § 69a NAG (§ 69a NAG).

Aufenthaltstitel werden seit 1. Januar 2006 nach dem einheitlichen Muster im Kartenformat ID-1, davor in Aufkleberform, ausgegeben (§ 1 NAG-DV).

#### Weitergeltung von Aufenthalts- und Niederlassungsberechtigungen
Der Gesetzgeber hat gemäß § 11 NAG-DV (Niederlassungs- und Aufenthaltsgesetz Durchführungsverordnung) festgelegt welche Aufenthaltstitel nach früheren Aufenthaltsgesetzen in Österreich, in welcher Form bzw. als welche Aufenthaltstitel weitergelten.
Gemäß § 11 Abs. 1 NAG-DV gelten folgende Berechtigungen nach dem Fremdenpolizeigesetz 2005 (FPG), BGBl. I Nr. 100 wie folgt weiter:
| Aufenthalts- und Niederlassungsberechtigungen nach dem Fremdengesetz 1997 (FrG)                            | Aufenthalts- und Niederlassungsberechtigung nach dem Niederlassungs- und Aufenthaltsgesetz (NAG) und Berechtigungen nach dem Fremdenpolizeigesetz 2005 (FPG) |
| A. Niederlassungsbewilligungen nach dem FrG                                                                | |
| 1. Niederlassungsbewilligung jeglicher Aufenthaltsweck, § 13 Abs. 2 FrG                                    | „Niederlassungsbewilligung – beschränkt“ |
| 2. Niederlassungsbewilligung begünstigter Drittstaat – EWR, § 47 Abs. 3 FrG                                | Dokumentation „Daueraufenthaltskarte“ |
| 3. Niederlassungsbewilligung begünstigter Drittstaat – Ö, § 49 Abs. 1 FrG                                  | a) Ehegatten und Kinder bis 18 Jahre: Aufenthaltstitel „Familienangehöriger“ b) Kinder über 18 Jahre: „Niederlassungsbewilligung – unbeschränkt“ c) Angehörige in aufsteigender Linie mit aufrechtem Zugang zum Arbeitsmarkt: „Niederlassungsbewilligung – beschränkt“ d) Angehörige in aufsteigender Linie ohne aufrechten Zugang zum Arbeitsmarkt: „Niederlassungsbewilligung – Angehöriger“ e) bei Freizügigkeitssachverhalten nach § 57 NAG: Dokumentation „Daueraufenthaltskarte“ |
| 4. Niederlassungsbewilligung Selbständig, § 30 Abs. 2 FrG                                                  | „Niederlassungsbewilligung – beschränkt“ |
| 5. Niederlassungsbewilligung Familiengemeinschaft, § 20 Abs. 1 FrG                                         | „Niederlassungsbewilligung – beschränkt“ |
| 6. Niederlassungsbewilligung Privat – quotenpflichtig, § 18 Abs. 4 FrG                                     | „Niederlassungsbewilligung – ausgenommen Erwerbstätigkeit“ |
| 7. Niederlassungsbewilligung Medienbediensteter, § 19 Abs. 2 Z 1 FrG                                       | „Aufenthaltsbewilligung – Sonderfälle unselbständiger Erwerbstätigkeit“ |
| 8. Niederlassungsbewilligung Künstler, § 19 Abs. 2 Z 2 FrG                                                 | „Aufenthaltsbewilligung – Künstler“ |
| 9. Niederlassungsbewilligung für vom AuslBG ausgenommen unselbständig Erwerbstätige, § 19 Abs. 2 Z 3 FrG   | „Aufenthaltsbewilligung – Sonderfälle unselbständiger Erwerbstätigkeit“ |
| 10. Niederlassungsbewilligung begünstigter Drittstaat – CH, § 48a FrG                                      | bei drittstaatsangehörigen Familienangehörigen von freizügigkeitsberechtigten Schweizer Bürgern: Dokumentation „Daueraufenthaltskarte“ |
| 11. Niederlassungsbewilligung Schlüsselkraft – selbständig, § 18 Abs. 1 Z 1 FrG                            | „Niederlassungsbewilligung – Schlüsselkraft“ |
| 12. Niederlassungsbewilligung Schlüsselkraft – unselbständig, § 18 Abs. 1 Z 1 FrG                          | „Niederlassungsbewilligung – Schlüsselkraft“ |
| 13. Niederlassungsbewilligung Familiengemeinschaft mit selbständiger Schlüsselkraft, § 18 Abs. 1 Z 1 FrG   | „Niederlassungsbewilligung – beschränkt“ |
| 14. Niederlassungsbewilligung Familiengemeinschaft mit unselbständiger Schlüsselkraft, § 18 Abs. 1 Z 1 FrG | „Niederlassungsbewilligung – beschränkt“ |
| 15. Niederlassungsbewilligung Privat – quotenfrei, § 19 Abs. 5 FrG                                         | a) bei Familienangehörigen von Begünstigten nach dem FrG: „Niederlassungsbewilligung – Angehöriger“ b) bei Familienangehörigen von Künstlern, Medienbediensteten und vom AuslBG ausgenommenen unselbständig Erwerbstätigen: „Aufenthaltsbewilligung – Familiengemeinschaft“ |
| 16. Niederlassungsbewilligung Schlüsselkraft – Abkommen, § 1 Abs. 5 AuslBG                                 | entfällt |
| B. Aufenthaltserlaubnisse nach dem FrG                                                                     | |
| 1. Aufenthaltserlaubnis Ausbildung, § 7 Abs. 4 Z 1 FrG                                                     | a) „Aufenthaltsbewilligung – Schüler“ oder b) „Aufenthaltsbewilligung – Studierender“ |
| 2. Aufenthaltserlaubnis Familiengemeinschaft mit Ausbildung, § 7 Abs. 4 Z 3 FrG                            | „Aufenthaltsbewilligung – Familiengemeinschaft“ |
| 3. Aufenthaltserlaubnis Rotationskraft, § 7 Abs. 4 Z 2 FrG                                                 | „Aufenthaltsbewilligung – Rotationsarbeitskraft“ |
| 4. Aufenthaltserlaubnis Familiengemeinschaft mit Rotationskraft, § 7 Abs. 4 Z 3 FrG                        | „Aufenthaltsbewilligung – Familiengemeinschaft“ |
| 5. Aufenthaltserlaubnis Volontär, § 12 Abs. 2 FrG                                                          | Aufenthalts-Reisevisum (Visum D+C, § 24 FPG) |
| 6. Aufenthaltserlaubnis Grenzgänger, § 1 Abs. 11 FrG                                                       | entfällt |
| 7. Aufenthaltserlaubnis Pendler, §§ 1 Abs. 12, 113 Abs. 3 FrG                                              | entfällt |
| 8. Aufenthaltserlaubnis befristete Beschäftigung, § 12 Abs. 2 FrG                                          | Aufenthalts-Reisevisum (Visum D+C, § 24 FPG) |
| 9. Aufenthaltserlaubnis Betriebsentsandter, § 12 Abs. 2 FrG                                                | Aufenthalts-Reisevisum (Visum D+C, § 24 FPG) |
| 10. Aufenthaltserlaubnis Selbständig, § 7 Abs. 4 Z 4 FrG                                                   | Aufenthalts-Reisevisum (Visum D+C, § 24 FPG) |
| 11. Aufenthaltserlaubnis Aufenthalt aus humanitären Gründen, § 10 Abs. 4 FrG                               | „Aufenthaltsbewilligung – Humanitäre Gründe“ |
| 12. Aufenthaltserlaubnis kurzfristig Kunstausübende selbständig, § 90 Abs. 4 FrG                           | Aufenthalts-Reisevisum (Visum D+C, § 24 FPG) |
| 13. Aufenthaltserlaubnis kurzfristig Kunstausübende unselbständig, § 12 Abs. 2 FrG                         | Aufenthalts-Reisevisum (Visum D+C, § 24 FPG) |
| 14. Aufenthaltserlaubnis für vom AuslBG ausgenommen unselbständig Erwerbstätige, § 1 Abs. 2 und 4 AuslBG   | Aufenthalts-Reisevisum (Visum D+C, § 24 FPG) |
| 15. Aufenthaltserlaubnis Praktikant, § 12 Abs. 2 FrG                                                       | Aufenthalts-Reisevisum (Visum D+C, § 24 FPG) |
| 16. Aufenthaltserlaubnis bewilligungsfrei nach AuslBG, § 18 Abs. 2 AuslBG                                  | Aufenthalts-Reisevisum (Visum D+C, § 24 FPG) |
| 17. Pendler-Abkommen, § 1 Abs. 5 AuslBG                                                                    | entfällt |
| C. Niederlassungsnachweis                                                                                  | |
| Niederlassungsnachweis                                                                                     | a) bei Familienangehörigen von dauernd in Österreich wohnhaften Zusammenführenden: Aufenthaltstitel „Daueraufenthalt – Familienangehöriger“ b) bei allen anderen: Aufenthaltstitel „Daueraufenthalt – EG“ c) bei Freizügigkeitssachverhalten nach § 57 NAG: Dokumentation „Daueraufenthaltskarte“ |

Gemäß § 11 Abs. 2 NAG-DV gelten folgende Aufenthalts- und Niederlassungsberechtigungen wie folgt weiter:
| Aufenthalts- und Niederlassungsberechtigungen nach dem Fremdengesetz 1997 (FrG) in der Fassung vor der FrG-Novelle 2002, nach dem Fremdengesetz, dem Aufenthaltsgesetz und dem Paßgesetz 1969 | Aufenthalts- und Niederlassungsberechtigung nach dem Niederlassungs- und Aufenthaltsgesetz (NAG) und Berechtigungen nach dem Fremdenpolizeigesetz 2005 (FPG) |
| A. Fremdengesetz 1997 (FrG) in der Rechtslage vor 1.1.2003 | |
| 1. Niederlassungsbewilligung jeglicher Aufenthaltsweck | „Niederlassungsbewilligung – beschränkt“ |
| 2. Niederlassungsbewilligung Familiengemeinschaft mit EWR-Bürger | Dokumentation „Daueraufenthaltskarte“ |
| 3. Niederlassungsbewilligung Familiengemeinschaft mit Österreicher | a) Ehegatten und Kinder bis 18 Jahre: Aufenthaltstitel „Familienangehöriger“ b) Kinder über 18 Jahre: „Niederlassungsbewilligung – unbeschränkt“ c) Angehörige in aufsteigender Linie mit aufrechtem Zugang zum Arbeitsmarkt: „Niederlassungsbewilligung – beschränkt“ d) Angehörige in aufsteigender Linie ohne aufrechten Zugang zum Arbeitsmarkt: „Niederlassungsbewilligung – Angehöriger“ e) Bei Freizügigkeitssachverhalten nach § 57 NAG: Dokumentation „Daueraufenthaltskarte“ |
| 4. Niederlassungsbewilligung jeglicher Aufenthaltszweck ausgenommen unselbständiger Erwerb | „Niederlassungsbewilligung – beschränkt“ |
| 5. Niederlassungsbewilligung Familiengemeinschaft – ausgenommen unselbständiger Erwerb | „Niederlassungsbewilligung – beschränkt“ |
| 6. Niederlassungsbewilligung Familiengemeinschaft – ausgenommen Erwerbstätigkeit | „Niederlassungsbewilligung – beschränkt“ |
| 7. Niederlassungsbewilligung Privat | „Niederlassungsbewilligung – ausgenommen Erwerbstätigkeit“ |
| 8. Niederlassungsbewilligung Medienbediensteter eines ausländischen Informationsmediums | „Aufenthaltsbewilligung – Sonderfälle unselbständiger Erwerbstätigkeit“ |
| 9. Niederlassungsbewilligung Künstler | „Aufenthaltsbewilligung – Künstler“ |
| 10. Niederlassungsbewilligung vom AuslBG ausgenommen unselbständiger Erwerb | „Aufenthaltsbewilligung – Sonderfälle unselbständiger Erwerbstätigkeit“ |
| 11. Aufenthaltserlaubnis Student | „Aufenthaltsbewilligung – Studierender“ |
| 12. Aufenthaltserlaubnis Familiengemeinschaft mit Student | „Aufenthaltsbewilligung – Familiengemeinschaft“ |
| 13. Aufenthaltserlaubnis Schüler | „Aufenthaltsbewilligung – Schüler“ |
| 14. Aufenthaltserlaubnis Familiengemeinschaft mit Schüler | „Aufenthaltsbewilligung – Familiengemeinschaft“ |
| 15. Aufenthaltserlaubnis Rotationskraft | „Aufenthaltsbewilligung – Rotationsarbeitskraft“ |
| 16. Aufenthaltserlaubnis Familiengemeinschaft mit Rotationskraft | „Aufenthaltsbewilligung – Familiengemeinschaft“ |
| 17. Aufenthaltserlaubnis Volontär | Aufenthalts-Reisevisum (Visum D+C, § 24 FPG) |
| 18. Aufenthaltserlaubnis Grenzgänger | entfällt |
| 19. Aufenthaltserlaubnis Pendler | entfällt |
| 20. Aufenthaltserlaubnis Saisonarbeitskraft | Aufenthalts-Reisevisum (Visum D+C, § 24 FPG) |
| 21. Aufenthaltserlaubnis Betriebsentsandter | a) bis zu sechs Monaten: Aufenthalts-Reisevisum (Visum D+C, § 24 FPG) b) ab sechs Monaten: „Aufenthaltsbewilligung –Betriebsentsandter“ |
| 22. Aufenthaltserlaubnis Selbständiger ohne Niederlassung | a) bis zu sechs Monaten: Aufenthalts-Reisevisum (Visum D+C, § 24 FPG) b) ab sechs Monaten: „Aufenthaltsbewilligung – Selbständiger“ |
| 23. Aufenthaltserlaubnis Aufenthalt aus humanitären Gründen | „Aufenthaltsbewilligung – Humanitäre Gründe“ |
| 24. Aufenthaltserlaubnis Künstler | Aufenthalts-Reisevisum (Visum D+C, § 24 FPG) |
| 25. Aufenthaltserlaubnis für vom AuslBG ausgenommen unselbständiger Erwerb | Aufenthalts-Reisevisum (Visum D+C, § 24 FPG) |
| 26. Praktikant | Aufenthalts-Reisevisum (Visum D+C, § 24 FPG) |
| B. Aufenthaltsgesetz (AufG), BGBl. Nr. 466/1992, Rechtslage vor 1.1.1998 | |
| Aufenthaltsbewilligungen | „Niederlassungsbewilligung – unbeschränkt“ |
| C. Fremdengesetz (FrG), BGBl. Nr. 838/1992, Rechtslage vor 1.1.1998 | |
| gewöhnliche Sichtvermerke gem. § 6 Abs. 1 Z1 | „Niederlassungsbewilligung – unbeschränkt“ |
| D. Paßgesetz 1969, BGBl. Nr. 422 | |
| Sichtvermerke gem. § 24 Paßgesetz 1969 | „Niederlassungsbewilligung – unbeschränkt“ |

#### Unbefristet ausgestellte Aufenthaltstitel
Aufenthaltstitel, die vor Inkrafttreten des Niederlassungs- und Aufenthaltsgesetzes unbefristet erteilt worden sind, gelten als Aufenthalts- und Niederlassungsberechtigungen nach lit. A Z 1, 4, 5, 6 und 7 sowie nach lit. B, C und D als Aufenthaltstitel „Daueraufenthalt – EG“ weiter.
Die Niederlassungsbewilligung Familiengemeinschaft mit Österreicher gemäß lit. A Z 3 gelten bei
- Ehegatten und Kindern bis 18 Jahre als Aufenthaltstitel „Daueraufenthalt – Familienangehöriger“
- Kindern über 18 Jahre und bei Angehörigen in aufsteigender Linie als Aufenthaltstitel „Daueraufenthalt – EG“

weiter.
All diese Aufenthaltstitel gelten gemäß § 81 Abs. 29 NAG nunmehr als Daueraufenthalt – EU weiter. Weiters hat der Gesetzgeber in dieser Bestimmung festgehalten, dass auch Aufenthaltstitel Daueraufenthalt – EG eines anderen Mitgliedstaates nunmehr als Daueraufenthalt – EU weitergelten.

##### Gegenstandslosigkeit des unbefristeten Aufenthaltsrechts
Der Aufenthaltstitel Daueraufenthalt – EU wird gemäß § 10 NAG bei Vorliegen eines der folgenden Gründe gegenstandslos:
- der Fremde wird Österreicher, EWR-Bürger oder Schweizer Bürger
- dem Fremden wird der Aufenthaltstitel „Daueraufenthalt – EU“ eines anderen Mitgliedstaates erteilt
- der Fremde ist seit sechs Jahren nicht mehr in Österreich, aber innerhalb des EWR-Gebietes niedergelassen

##### Erlöschen des unbefristeten Aufenthaltsrechts
Der Aufenthaltstitel Daueraufenthalt – EU erlischt, wenn sich der Fremde länger als zwölf aufeinander folgende Monate außerhalb des EWR-Gebietes aufhält. Aus besonders berücksichtigungswürdigen Gründen, wie einer schwerwiegenden Erkrankung, der Erfüllung einer sozialen Verpflichtung oder der Leistung eines der allgemeinen Wehrpflicht oder dem Zivildienst vergleichbaren Dienstes, kann sich der Fremde bis zu 24 Monate außerhalb des EWR-Gebietes aufhalten, wenn er dies der Behörde vorher mitgeteilt hat. Liegt ein berechtigtes Interesse des Fremden vor, hat die Behörde auf Antrag festzustellen, dass der Aufenthaltstitel nicht erloschen ist. Der Nachweis des Aufenthalts im EWR-Gebiet obliegt dem Fremden.

##### Sonstiger Verlust des unbefristeten Aufenthaltsrechts
Das Beseitigen des unbefristeten Aufenthaltsrechts kann weiters durch eine Wiederaufnahme des Verfahrens mit anschließender Abweisung der vorangegangenen Anträge oder durch die Erlassung einer Aufenthaltsbeendenden Maßnahme durch das Bundesamt für Fremdenwesen und Asyl – BFA bewerkstelligt werden. Solche Maßnahmen werden bei verheerenden strafrechtlichen Verurteilungen oder bei Eingehen einer Aufenthaltsehe bzw. Aufenthaltspartnerschaft oder Aufenthaltsadoption verhängt. Interessant dabei ist, dass eine Person unabhängig, ob diese bereits seit 25 Jahren oder länger in Österreich aufhältig ist oder gar bereits die Staatsbürgerschaft erhalten hat, all diese erworbenen Rechte unbefristet (wegen einer Täuschung im Verwaltungsverfahren) wieder verlieren kann.
In beiden Fällen ist eine etwaige Anknüpfung für einen eventuellen Erwerb eines Aufenthaltstitel nach dem Verlust nicht mehr möglich.

##### Erwerb eines Aufenthaltstitel nach dem Verlust des unbefristeten Aufenthaltsrechts
Drittstaatsangehörigen kann gemäß § 41a Abs. 6 NAG der Aufenthaltstitel „Rot-Weiß-Rot – Karte plus“ erteilt werden, wenn sie die allgemeinen Erteilungsvoraussetzungen erfüllen und über einen unbefristeten Aufenthaltstitel verfügt haben, der erloschen oder gegenstandslos geworden ist.
Das Niederlassungs- und Aufenthaltsgesetz bietet gemäß § 45 Abs. 9 eine wesentliche Erleichterung für diese Personengruppe ein neues unbefristetes Aufenthaltsrecht zu erhalten, bereits nach 30 Monaten, und nicht wie sonst erst nach 5 weiteren Jahren kann ein neues unbefristeten Aufenthaltsrechts beantragt werden.

### Aufenthaltsdokumente für freizügigkeitsberechtigte Personen und ihrer Angehörigen
Aufenthaltsdokumente für freizügigkeitsberechtigte Personen, dazu gehören:
- Aufenthaltskarte für Angehörige eines EWR-Bürgers für Drittstaatsangehörige, die Angehörige von gemeinschaftsrechtlich aufenthaltsberechtigten EWR-Bürgern sind, zur Dokumentation des gemeinschaftsrechtlichen Aufenthaltsrechts für mehr als drei Monate (§ 54 NAG)
- Daueraufenthaltskarte für Drittstaatsangehörige, die Angehörige eines EWR-Bürgers sind und das Recht auf Daueraufenthalt erworben haben, zur Dokumentation des gemeinschaftsrechtlichen Rechts auf Daueraufenthalt (§ 54a NAG)

werden ebenfalls im Kartenformat ID-1 ausgegeben, weichen aber in der farblichen und grafischen Darstellung von den Vorgaben der Verordnung (EG) Nr. 1030/2002 ab.

### Bestätigung über den Antrag auf Verlängerung des Aufenthaltstitels

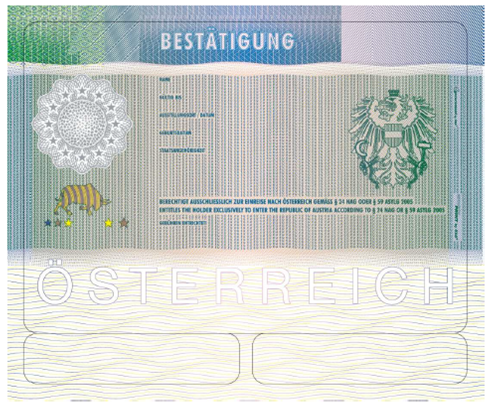
Bestätigung über die Beantragung einer Verlängerung eines Antrages nach dem Niederlassung- und Aufenthaltsgesetz.

Bestätigungen über den Antrag auf Verlängerung des Aufenthaltstitels (§ 24 Abs. 1 NAG) haben zwar Aufkleberformat, sind aber anders gestaltet. Diese Bestätigungen können nur Fremden ausgestellt werden, die gemäß § 24 NAG einen Antrag auf Erteilung eines Aufenthaltstitel eingebracht haben. Da dem Personenkreis der Angehörigen freizügigkeitsberechtigten EWR-, EU- bzw. Schweizer Bürger kein Aufenthaltstitel zusteht, sondern eine Dokumentation des unionsrechtlichen Aufenthalts kommt eine derartige Bestätigung nicht in Frage.

### Aufenthaltstitel nach dem Asylgesetz
Das Asylgesetz kennt folgenden Aufenthaltstitel:
- Aufenthaltsberechtigung plus
- Aufenthaltsberechtigung
- Aufenthaltsberechtigung besonderer Schutz

Der Aufenthaltstitel „Aufenthaltsberechtigung plus“ ermöglicht sofort, mit Erteilung des Aufenthaltstitels zur Ausübung einer selbständigen und unselbständigen Erwerbstätigkeit. Die Aufenthaltstitel „Aufenthaltsberechtigung“ sowie „Aufenthaltsberechtigung besonderer Schutz“ berechtigen hingegen nur mit einer entsprechenden Bewilligung durch das Arbeitsmarktservice (AMS) zur Aufnahme einer selbständigen und unselbständigen Erwerbstätigkeit. All diese Aufenthaltstitel werden für eine Dauer von 12 Monaten ausgestellt. Die Aufenthaltstitel „Aufenthaltsberechtigung plus“ sowie „Aufenthaltsberechtigung“ sind nicht verlängerbar. Der Gesetzgeber hat für diese beiden Aufenthaltstitel die Möglichkeit geschaffen in das NAG-Regime zu wechseln. Diesen Personengruppen wäre dann der Aufenthaltstitel „Rot-Weiß-Rot – Karte plus“ zu erteilen sofern sie das Modul 1 der Integrationsvereinbarung erfüllt haben oder zum Entscheidungszeitpunkt eine Erwerbstätigkeit ausüben und dabei mit ihrem Einkommen die monatliche Geringfügigkeitsgrenze erreichen. Sofern diese Voraussetzung nicht erfüllt ist, ist der Aufenthaltstitel „Niederlassungsbewilligung“ zu erteilen. Beide Aufenthaltstitel sind, da es sich um jene nach dem Niederlassungs- und Aufenthaltsgesetz handelt, von den Landesbehörden sowie bei Bedarf in zweiter Instanz von den Landesverwaltungsgerichten zu bearbeiten.

## Herkunftsspezifische Fälle

### Aufenthaltsstatus von EWR-Bürgern und Schweizern

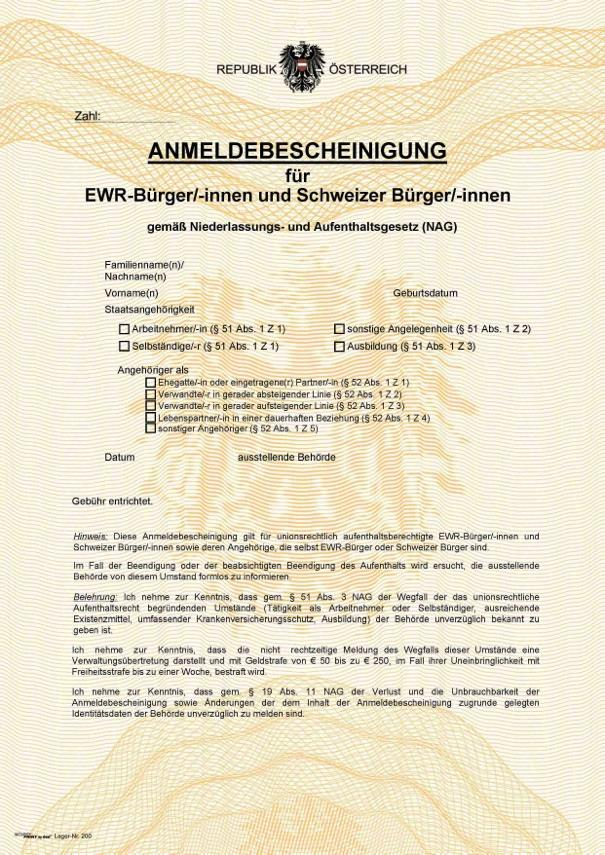
Anmeldebescheinigung für EU- und EWR-Bürger

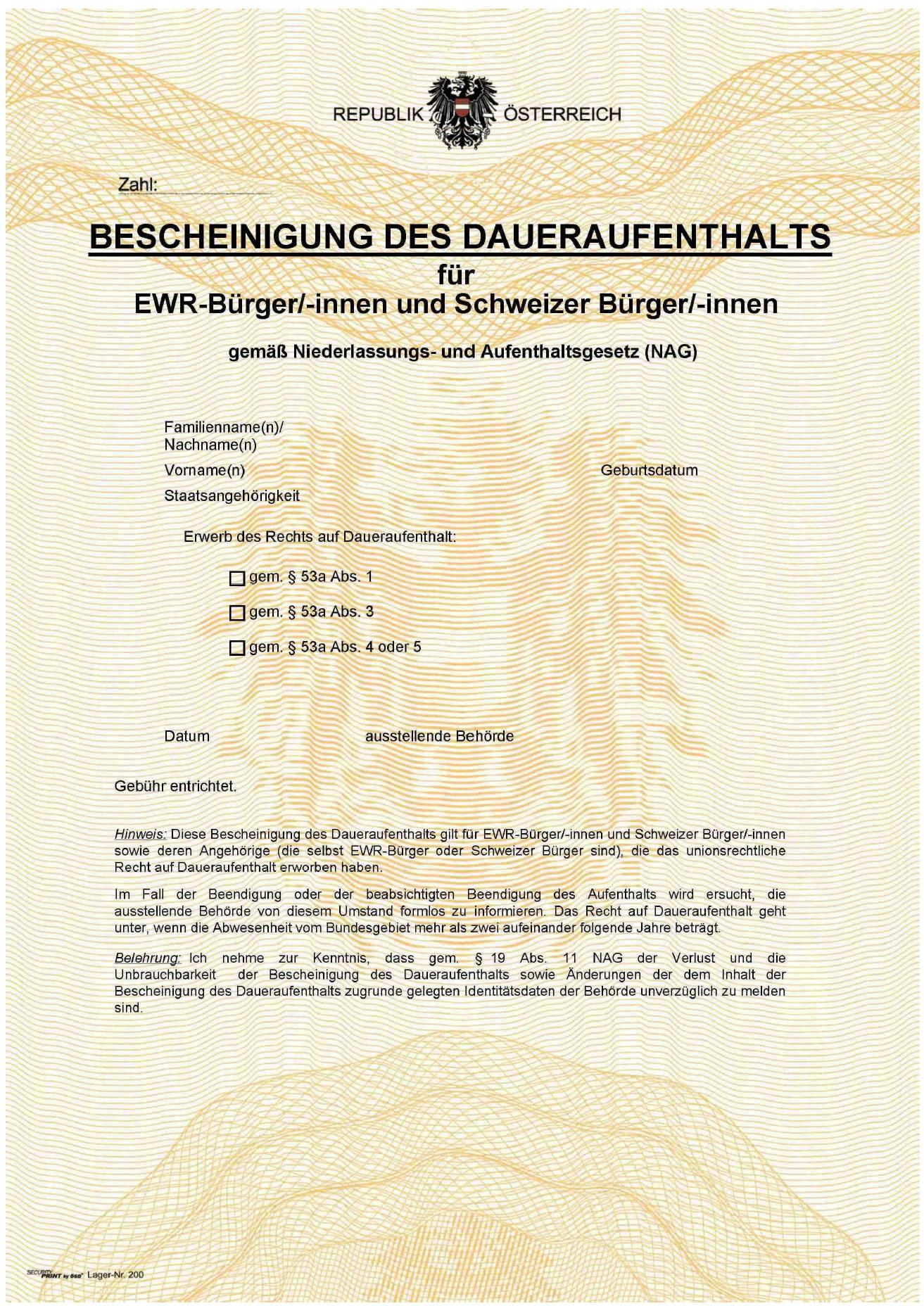
Bescheinigung des Daueraufenthalts für EU- und EWR-Bürger

Das Recht auf Aufenthalt für freizügigkeitsberechtigte EWR-Bürger und Schweizer bzw. deren Familienangehörigen (auch die von freizügigkeitsberechtigten Österreichern) ist im Niederlassungs- und Aufenthaltsgesetz in den §§ 51 bis 57 geregelt bzw. die Einreisebestimmungen in den §§ 84 bis 86 des Fremdenpolizeigesetzes. Diese Teile sind im Wesentlichen als Umsetzung der Richtlinie 2004/38/EG bzw. den bilateralen Verträgen mit der Schweiz zu sehen.

### Aufenthaltsstatus von türkischen Staatsangehörigen
Auf Grundlage des Assoziationsabkommens der Europäischen Wirtschaftsgemeinschaft mit der Türkei haben türkische Arbeitnehmer und deren Familienangehörige unter bestimmten Voraussetzungen ein abgeleitetes Aufenthaltsrecht. Zu den Einzelheiten → Hauptartikel Beschluss 1/80 des Assoziationsrates EWG-Türkei.

#### Umsetzung in das nationale Recht
Österreich hat es bis dato unterlassen, im Niederlassungs- und Aufenthaltsgesetz eine entsprechende Bestimmung für diese Personengruppe zu schaffen. Begründet wird dies damit, dass nach der Rechtsauffassung des Innenministeriums ein an alle Niederlassungsbehörden versendetes Rundschreiben ausreiche, welches den Auftrag enthält, alle Bestimmungen, die eine Schlechterstellung im Vergleich zum Zeitpunkt des EU-Beitritts Österreichs bewirken, nicht auf türkische Staatsbürger anzuwenden. Die Europäische Kommission hält dies für nicht ausreichend und hat deshalb gegen Österreich ein Vertragsverletzungsverfahren eingeleitet.